# Centrum odkazu Menachema Begina
Centrum odkazu Menachema Begina (hebrejsky מרכז מורשת מנחם בגין‎, anglicky Menachem Begin Heritage Center) je oficiální státní památník věnovaný bývalému izraelskému premiérovi Menachemu Beginovi, sídlící v Jeruzalémě v Izraeli. Slouží zároveň jako výzkumný institut, muzeum a archiv.
Centrum bylo zřízeno zákonem (Menachem Begin Commemoration Law) v roce 1998 a postaveno o několik let později za přispění Beginova dlouholetého přítele Harryho Hurvice. Slavnostního otevření se dočkalo v roce 2004, kdy tak učinil tehdejší premiér Ariel Šaron. Stojí na místě archeologického naleziště, v blízkosti kostela sv. Ondřeje, a zdejší nálezy jsou vystaveny v muzeu Beginova centra. Jeho součástí jsou dále konferenční místnosti, knihovna, archiv, galerie, výzkumný institut, muzeum, učebny, posluchárna, kavárna a malá synagoga.
Od roku 1999 centrum každoročně udílí Beginovu cenu, a to osobám nebo organizacím, které „učinili mimořádný čin nebo činy ve prospěch Izraele nebo židovského lidu“. Jejími laureáty jsou například první izraelský astronaut Ilan Ramon nebo organizace Nefeš be-nefeš.